# 捷爾季什尼基
50°51′34″N 31°40′50″E / 50.85944°N 31.68056°E
捷爾季什尼基（烏克蘭語：Тертишники），是烏克蘭北部的村莊，隸屬切爾尼希夫州的尼任區。該村始建於1929年，面積0.41平方公里，海拔高度131米，2001年人口135，人口密度每平方公里326.1人。